# La scoperta dell'amore
La scoperta dell'amore (僕達は知ってしまった?, Bokutachi wa shitte shimatta) è un manga di Kaho Miyasaka, pubblicato in Giappone dal 2007 al 2012 dalla casa editrice Shogakukan. In Italia è stato pubblicato tra il 2009 e 2012 dalla Planet Manga.

## Trama
Kotori si trova a dover affrontare il suo primo giorno di liceo ed è triste perché non è più in classe con la sua amica Akemi e perché ha seria difficoltà a farsi nuove amicizie. Nella sua stessa classe c'è Yukito, un ragazzo con il suo stesso cognome, famoso per la sua cattiva reputazione. 
Nonostante il ragazzo la prenda sempre di mira con i suoi scherzi, ben presto Kotori finirà con l'innamorarsi di lui...

## Personaggi
- Kotori Kaji: ragazza molto timida protagonista del manga. Inizialmente non sopporta Yukito, ma finirà col innamorarsi di lui. Adora i videogiochi e i leccalecca alla fragola.
- Yukito Kaji: ragazzo famoso per la sua cattiva reputazione.
- Yumi Harada: ragazza innamorata di Yukito che farà di tutto per sabotare la sua relazione con Kotori.
- Ryosuke Masaki: migliore amico di Yukito.
- Natsume Ibuki: compagna di classe e amica di Kotori. Lavora come modella sotto il nome di Luka e per questo fa spesso assenze a scuola.
- Hikaru Ichijouji protagonista del videogioco preferito di Kotori. In una chat qualcuno si spaccerà per lui e diventerà il confidente di Kotori.
- Akemi: amica di Kotori con la quale era in classe insieme alle scuole medie. Con il passare del tempo farà nuove amicizie curandosi sempre meno della sua amicizia con Kotori.